# Sky island

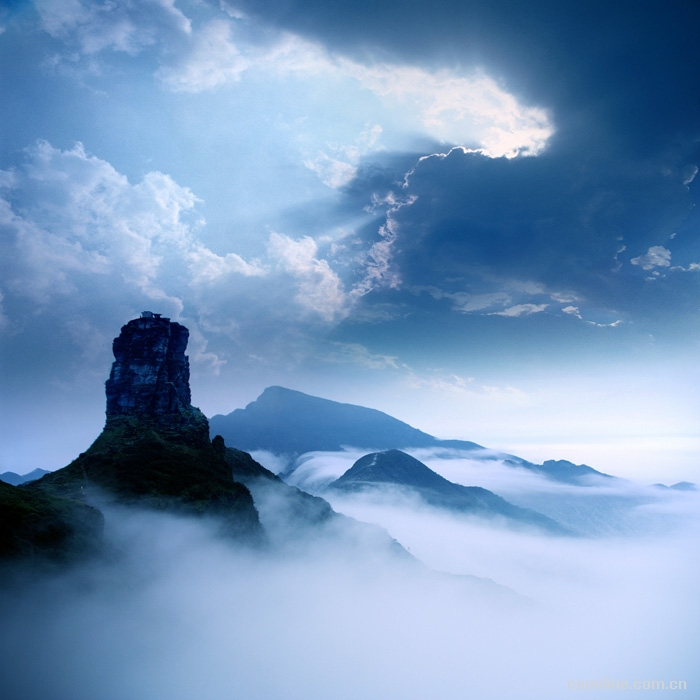
De Fanjingshan, een sky island in het zuidwesten van China

Met sky island (letterlijke vertaling: 'hemeleiland', 'luchteiland') wordt in de biogeografie een vrijstaande berg of gebergte aangeduid die op geruime afstand van andere bergen staat en waarvan de ecologie sterk afwijkt ten opzichte die van de omliggende laaglanden. Dankzij zijn geïsoleerde ligging heeft een sky island vaak een hoog endemisch gehalte. Een aantal van deze bergen dienen als refugia voor plant- en diersoorten waarvan de oorspronkelijke habitat onleefbaar is geworden door ontbossing of klimaatverandering.

## Oorsprong van de term
Het concept van de sky island werd al in 1943 gesuggereerd, toen in het tijdschrift Arizona Highways over een bergtop van de Chiricahua Mountains werd gesproken als een "mountain island in a desert sea". De term werd vanaf 1967 populair toen Weldon Heald in zijn boek Sky Island een andere bergtop van de Chiricahua Mountains als een sky island beschreef. Het idee van een berg als eiland sprak biogeografen aan, aangezien de montane ecologie van solitaire bergen veel parallellen vertoond met eilandbiogeografie.

## Overzicht van sky islands naarecozone
Afrotropisch gebied
- Cal Madow
- Kameroens hoogland
- Ethiopisch Hoogland
- Hooglanden van Zuidelijk Afrika
- Kilimanjaro
- Rwenzori-gebergte

Australaziatisch gebied
- Mount Wilhelm

Oriëntaals gebied
- Phan-xi-păng
- Yu Shan
- Gunung Kinabalu
- Nat Ma Taung
- Tây Nguyên
- Titiwangsa
- Trusmadi
- West-Ghats

Nearctisch gebied
- Animas Mountains
- Black Range
- Capitan Mountains
- Chisos Mountains
- San Francisco Peaks
- Chuska Mountains
- Great Basin montane forests
- Davis Mountains
- Guadalupe Mountains
- Madrean sky islands
- Manzano Mountains
- Mogollon Mountains
- Oscura Mountains
- Peloncillo Mountains
- Quartz Mountains
- Sacramento Mountains
- San Agustin Mountains
- Sandia Mountains
- Mount Taylor
- Wichita Mountains

Neotropisch gebied
- Baja California
- Cordillera
- Hoogland van Guyana
- Serra do Mar
- Sierra de Tamaulipas
- Kustgebied van Venezuela

Palearctisch gebied
- Aïr
- Altaj
- Baikalgebergte
- Kaukasus
- Tibestigebergte
- Tiensjan